# 大清律例
《大清律例》，原名《大清律》（穆麟德轉寫：Daicing gurun i fafun i bithe kooli），是清朝的法典。
大清律例草創於順治三年（1646年）五月，以《大明律》為基础，再加以修飾。前後經歷過康熙、雍正、乾隆三朝修訂後才定型。及後《大清律例》一直都在清朝版圖內奉行，直到清朝灭亡为止。
於香港割讓予英國之後，新通行的英式普通法並無足夠條例涵蓋所有法律，因此基於香港通行的英國習慣法模式，成文法條所能涵蓋範圍以外均以《大清律例》中相應法律條文作為習慣法生效。故即使於大清滅亡後，部分大清律例條文仍繼續於英屬香港應用。直至1971年，香港最後一條關於婚姻習俗的大清律例條文為成文法《婚姻制度改革條例》取代之後，大清律例自此正式走入歷史，歷時327年。

## 律文

### 組成
大清律例是清朝完整的法律條文。所謂律例，是法、律、令、例之簡稱。法是國家的基本政策及政府的組織方式，例如歷朝的祖宗大法，帶有現代憲法的成分；律是一條條的法律條文，以刑事法為主。令是行政命令。例則是判例。綜合法、律、令、例，即為律例。

### 訴訟程序
所有涉及死刑的案件，地方官吏無權判刑，必須將死刑文件上呈供皇帝定奪，御筆勾決批准，方可執行。
地方官吏可以嚴刑迫供，但何種案件要用上何種刑具，也有嚴格規定，越嚴重的案件，可以使用的迫供手段就越重。而一個人假如有官職或功名在身，在大部份的案件，均享有免受嚴刑迫供的特權。
官府判案，需要依據法律條文和先前判例，亦要注重訴訟程序，刑責也不具追溯權。不過，這些原則並非凌駕性的，因此不一定會因為程序錯誤或追溯權錯誤而推翻証據確鑿的判決。

### 特權
大清律例中，並非人人平等。每個階級在不同刑責中可以有不同程度的量刑。當中有所謂的八議，是八種特別階級，除犯了十惡不赦的罪行外，其它罪責通通可以獲得減刑。

## 歷史

### 清朝以前
中國的律法，始於商朝的雛形法律和刑罰，以及後繼於周朝的《九刑》及《呂刑》，但當中所寫的只是大原則，內容粗糙。目前已知的第一部成文法典，是戰國時期魏國宰相李悝所寫的《法經》。後來法家的代表人物秦國商鞅以《法經》為基礎改革秦國法制，將原則性的法，細分成著重實則行為的律。秦始皇統一六國後，整個中國採用了秦律，而中國的歷朝的法律，乃以秦律為濫觞。
後來中國歷朝，法制改革比較影響深遠的，在於漢、唐、宋、明、清。因此大清律例，是自秦律以來中國法制第六次重要的改版。

### 清朝
《大清律》源自《大明律》。《大清律》较之《大明律》对各类罪行规定的更为详细，清朝对于谋反大逆处斩的范围与明代相當，但扩大了谋反罪的范围，例如奏疏不当或犯圣违逆者，加以「殊属丧心病狂」、「妄议朝政」之罪以谋反罪论。凌迟罪在大明律基础上又增加九条十三种罪，如“开棺见尸并毁弃尸骸”、“有服卑幼图财谋杀尊长尊属”等，而绞、斩等传统死刑也增至七百二十三条。

#### 顺治律
根據《大清律例》開首的《世祖章皇帝御製大清律原序》所記載，在清朝入關以後，由於「中夏人民既眾，情偽多端，每遇奏讞，輕重出入頗煩」，为「详译明律，参以国制，增损剂量，期于平允」，清世祖敕纂，召集司法官員在朝廷上商議，對喀納等校订，並以《大明律》作參考，多番修訂之後才得以成書付梓刊布，並命名為《大清律集解附例》。《大清律》全三十卷，十册（1函），律文458条。首冠世祖御制序，继载刚林疏，吴达海疏，对哈纳疏，《大清律总目》。总目之后是顺治二年（1645年）奏定的《大清律附》。其后，在顺治十二年（1655年）又颁发“内院校订译发”的满文本。
《大清律》的特點是「集解附例」，律文之后附相关条例四百三十余，希望透過各種判例作參考，使官吏能夠作為量刑的依歸。

#### 雍正律
顺治律颁行后，惟于律外增修条例，而于律文未尝更易。康熙九年（1670年），刑部尚书对哈纳等以旧律内参差遗漏，请详酌校正，奉旨依议，遂有康熙九年校订刻本传世。
至康熙十八年，由於發現後立之新法與原有之舊法有所衝突，所以康熙著九卿、詹事、科道會同，又再作修訂，但直到康熙駕崩時，修訂還未完成。於是繼任的世宗下令官員繼續完成修訂，「務期求造律之意，輕重有權，盡讞獄之情，寬嚴得體」。從雍正元年（1723年）八月開始，到三年（1725年）八月完成，並於九月初九刊行。此為雍正五年刻本。

#### 乾隆律
到乾隆三十三年（1768年）五月，律例再作大幅修訂，這些訂正增刪改併，合計有1456條之多。

#### 宣統律
此次改例源自清末新政中的法律改革。於光緒三十四年（1908年）修訂，宣統二年（1910年）頒行，定名《大清現行刑律》。大清現行刑律共有389條，並連同附例1327條。至晚清，大清律例中明定的死刑，仍有斬監候、斬立決、絞監候、絞立決四種。
之後清廷於宣統二年12月25日（1911年1月25日）頒布由日本法學家岡田朝太郎參考日本刑法編而成的《欽定大清刑律》（俗稱：大清新刑律），是中国历史上第一部效法歐美啟蒙精神、保障諸多刑事被告人權的刑法典。不過因為當時僅三讀通過總則編，尚待分則編三讀後才要施行，但在此事完成之前，清朝即滅亡，所以本律頒布後從未施行。

### 清亡後

#### 中華民國
清朝於1912年滅亡，取而代之的中華民國政府在刪除一些與民國共和體制不合的條文後――主要是關於保護皇權和傳統倫理的部分――，大體沿用宣統二年底頒布的欽定大清刑律。於法院體制方面，中華民國政府也沿用於光緒三十二年（1906年）設立的大理院。
1928年國民政府北伐結束後，進行法制改革。大理院改稱最高法院，並將法律條文改為憲法、民法、商法、刑法、民事訴訟法、刑事訴訟法等六法，編集成《六法全書》。
《六法全書》也大量參考了《大清新刑律》而製。由於《大清新刑律》由日本法學家岡田朝太郎以日本法律改編，而日本法律由德國法律改編，因此《六法全書》所採用的乃是歐洲的歐陸法系，而非英國、美國的英美法系。
1949年中华人民共和国成立后，开始实行苏联的社会主义法系法律（仍基于欧陆法系）。1978年中国大陆施行改革开放后，正逐渐回到欧洲的歐陸法系法律。而撤退到台湾的中华民国则继续实行原有的歐陸法系法律。

#### 香港
清朝雖於1912年滅亡，但大清律例的部分原則，被認為在香港法律中依然存在。自從香港1841年起由英國統治之後，英國一直奉行習慣法。查理·義律於1841年登陸香港島後宣佈華人仍依當地習慣治理。所以，在當時的香港出現了一種怪現象：同樣的謀殺罪，若罪犯為歐洲人，則按照當時的英格蘭法律會被判處絞刑，但若罪犯是華人的話，就會被斬首。即使在清朝覆亡後60年間，原來香港通行的《大清律例》在華人社會當中依然通行。
1970年代香港政府開始著手將所有參照《大清律例》的案例重新編寫成為成文法，與此同時亦利用合適的法例來取代過時的舊法。最後一條《大清律例》的條文已在1971年由《婚姻制度改革條例》取代，正式確立一夫一妻制，結束香港男性納妾及休妻的權利。但在1971年10月7日前依《大清律例》訂立的妾侍若仍然在世，她們、她們的子女與後代仍然有繼承權（但繼承權分攤比例少於妻子）。在此以前香港仍有部分社會名流按照《大清律例》合法納妾，如何鴻燊、霍英東、林百欣等。
2018年挑戰原居民丁權司法覆核案，訴訟雙方在解釋「合法傳統權益」時仍會引用《大清律例》。

## 影響
胡林翼說：「《大清律》易遵，而例難盡悉。」，胥吏都諳熟例案，常可執例以壓制長官。清代制度规定，生员读书期间不准过问政治，即使是新科狀元對於《大清律例》也是不甚了解。实际政务其实已经发展成了一项专门知识，官員極為生疏，如“丟失東城門鑰匙比照丟失印信處理”這樣的“例”文，有一千八百九十餘條之多。清朝的胥吏、幕賓卻可以在卷宗檔案中迅速查找出「有關的律條」，又稱「找簽」，官員只好“奉吏為師”。嘉慶帝曾在一次諭旨中說到：“自大學士、尚書、侍郎，以至百司，皆唯諾成風，而聽命於書吏，舉一例則牢不可破，出一言則惟命是從，一任書吏顛倒是非，變幻例案，堂官受其愚弄，冥然不知所爭之情節。”書吏權力既大，便可大肆索賄納賄，《文明小史》說，書辦“在裡頭最好不過是吏部、戶部，當了一輩子，至少也有幾十萬銀子的出息，刑部雖差些，也還過得去”。戶部書吏因而有“闊書辦者必首戶部”、“戶部書吏之富，可埒王侯”的說法。
《清稗類鈔》記錄晚清官僚郭嵩燾的史論：「漢、唐以來，雖號為君主，然權力實不足，不能不有所分寄。故西漢與宰相、外戚共天下；東漢與太監、名士共天下；唐與后妃、藩鎮共天下；北宋與奸臣共天下；南宋與外國共天下；元與奸臣、番僧共天下；明與宰相、太監共天下；本朝則與胥吏共天下耳。」胡林翼就曾感嘆：「六部之胥，無疑宰相之柄。」

### 越南
《大清律例》对越南阮朝的律法影响很深。1809年，阮朝大臣武桢以如清正使的身份出使大清国，祝贺嘉庆皇帝五十大寿，在华期间留心律法，回国后建议阮世祖仿照《大清律例》制定新律。1815年，由阮文诚、武桢等编修的《皇越律例》（嘉隆法典）正式颁行。嘉隆帝为其所作的序中写道：
披阅历代刑书，我越李、陈、黎之兴，一代有一代之制，而备于洪德；北朝汉、唐、宋、明之兴，律令之书代有修改，而备于大清。爰命廷臣准历朝令典，参以洪德、清朝条例，取舍秤停，务止于当，汇集成编。朕亲自裁正，颁行天下。
虽然《皇越律例》宣称是参酌《洪德律例》和《大清律例》而编成的，但实际上绝大部分内容是照搬《大清律例》，正如越南学者陈仲金所指出的那样：“这部律书虽说根据洪德律，然其实是照抄大清律，只多少作了些修改而已”。越南学者阮玉辉（Nguyễn Ngọc Huy）统计，《皇越律例》398个条文中397条来自大清律，只有1条来自洪德法典。所以越南对《大清律例》的运用虽然不像朝鲜用大明律那样直截了当，但也可以说是全盘照搬了。

### 琉球
根據《中山世譜》記載，琉球原先沒有一部成文法，而是按照各地成規的「內法」進行審判，因此判決往往有失公平，經常出現「事同刑異，輕重不均，難以剖決」的現象。有鑑於此，在1775年，三司官馬國器（與那原親方良矩）、馬宣哲（宮平親方良廷）、向邦鼎（湧川親方朝喬），以及攝政尚和（讀谷山王子朝恆）四人，聯名請求編纂一部成文法，獲得尚穆王的批准。向天廸（伊江親方朝慶）、馬克義（幸地親方良篤）被任命為編纂法律的奉行。1786年，編成第一部法律《琉球科律》，頒行於全國。
《琉球科律》共18卷103條，參照清朝的《大清律》、日本的刑法以及琉球的習慣法而編成。1831年，為補充其不足，還制定了《新集科律》。

## 譯本
1810年英国人士丹頓译有《大清律例》，關於律文的436条全部翻译成英文，但關於例文却只有節譯。此書甫出版即大受好評，後來《大清律例》的法语、西班牙语、意大利语等版本皆依英文版轉譯出版，如英譯本出版隔年，法人 M.Renouard de Sainte-Croix 即據英文版翻譯成法文。1876年有霍道生译本，1924年法國人布莱斯又推出法译本。

## 評價
大清律例許多規定，在今日看來相當嚴苛。例如從事革命者的子孫，不分有無參與，「無論已未成丁，堩解交內務府閹割」，剝奪其生殖能力。另一方面，亦有人認為大清律例部分條文能照顧弱勢者利益，例如在乾隆51年（1786年）已經規定謀殺未滿10歲幼童的犯罪人首犯須斬立決，從犯擬絞立決，反映清廷已經懂得因應受害人的弱勢性質而加重判罰。又如從淡新檔案等縣級的實例檔案來看，很少案件會完全依律處理。英國的士丹頓在1810年翻译《大清律例》的導言中指出，律例实际运作与其理论上的辉煌相去甚远，但盛赞律例是人类智慧的杰作。《大清律例》雖然與現代法律仍有距離，沒有體現人人平等的精神，但其完备程度，乃是中國歷朝之最。

## 延伸阅读
[在维基数据编辑]
 在维基文库阅读本作品原文（ 在维基共享资源阅览影像）
 《大清律例 (四庫全書本)》